# Zbigniew Derdziuk

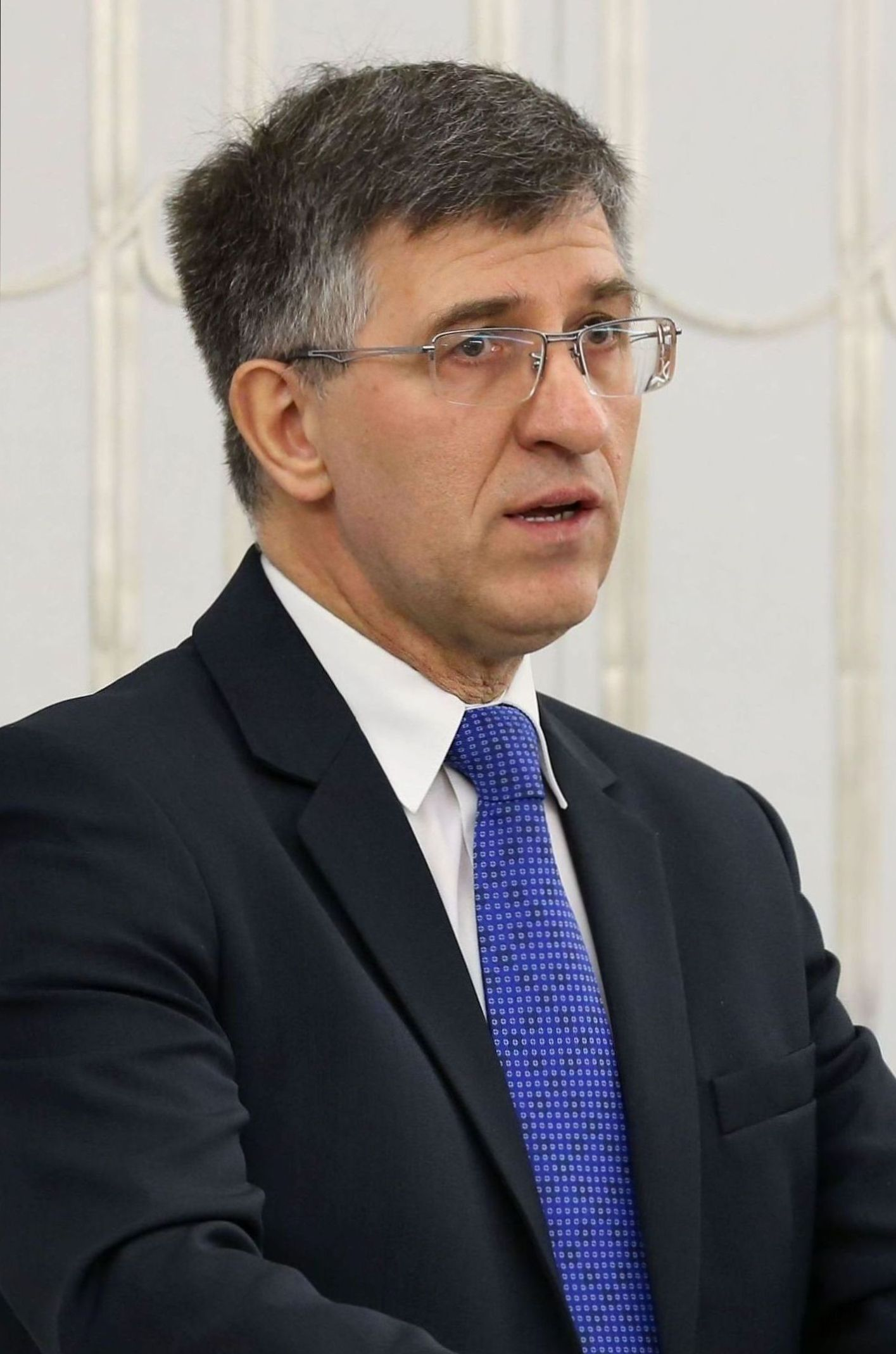
Zbigniew Derdziuk (2014)

Zbigniew Derdziuk (* 24. Januar 1962 in Skierbieszów) ist ein polnischer Politiker. Von November 2007 bis Oktober 2009 war er Minister ohne Amtsbereich im Kabinett von Donald Tusk. Von Oktober 2009 bis zum Februar 2015 war er Vorstandsvorsitzender der polnischen Sozialversicherungsanstalt. In den Jahren 1998 bis 1999 und 2005 bis 2006 hat er als Staatssekretär in der Kanzlei des Premierministers gearbeitet. 
Zbigniew Derdziuk studierte an der Universität Warschau an der Soziologischen Fakultät. 
Später absolvierte er ein postgraduales Studium für Organisation und Management.
1994 war er stellvertretender Direktor der Telewizja Polska, 1996 war er Direktor der Strategieabteilung.
2005 wurde er zum Staatssekretär in der Kanzlei von Kazimierz Marcinkiewicz. Am 20. Juli 2006 wurde er zum Vorsitzenden des Büros des Stadtpräsidenten Warschaus. Am 31. August 2006 wurde Zbigniew Derdziuk zum Sekretär der Stadt Warschau gewählt, behielt diese Position aber nur bis zum 14. Dezember desselben Jahres. Am 24. Januar 2007 wurde er zum Mitglied des Vorstandes der polnischen Postbank (Bank Pocztowy).
Zbigniew Derdziuk ist verheiratet und hat zwei Söhne.